# Теодосий Джартов
Теодосий (Теодос) Апостолов Джартов е български общественик и политик.

## Биография
Джартов е роден около 1894 година. Работи като български учител в Куманово. По време на българското управление във Вардарска Македония през Първата световна война Джартов е председател на Кумановската окръжна реквизиционна комисия.
При разгрома на Кралска Югославия през април 1941 година, влиза в Българския акционен комитет в града и от името на кумановското гражданство пише писмо до цар Борис III. След установяването на българска власт във Вардарска Македония, Джартов става пръв кмет на Куманово. След установяването на комунистическа власт във Вардарска Македония, е осъден на смърт на 14 януари 1945 година от военен съд като великобългарин и екзекутиран в така нареченото Кумановско клане. Според Коста Църнушанов е хвърлен от прозореца на къщата му, за да се инсценира самоубийство.